# バレアレス諸島
バレアレス諸島（バレアレスしょとう、カタルーニャ語：Illes Balears、スペイン語：Islas Baleares）は、西地中海に浮かぶ群島で、スペインを構成する自治州の一つとなっている。
バレアレス諸島自治州は同名の一県のみで構成されている。州都・県都は、パルマ・デ・マヨルカ。
バレアレス諸島は2つの群島と多くの小島・岩礁によって構成されている。ジムネジアス群島はメノルカ島、マヨルカ島、カブレーラ島と、付近のドラゴネーラ島、クニルス島、アイレ島などで構成されている。ピティウザス群島はイビサ島、フォルメンテラ島と、周囲に位置する小島・岩礁などで構成されている。

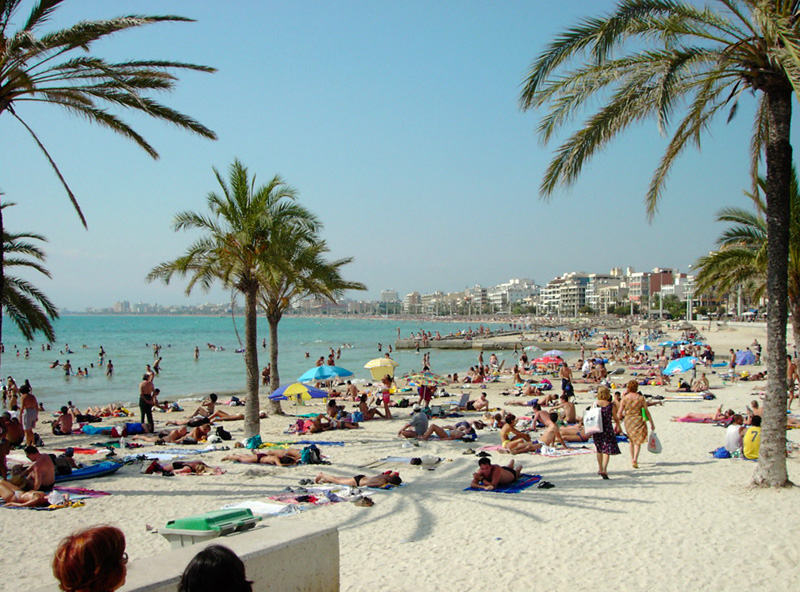
州都パルマ・デ・マヨルカの海岸

公用語は、カタルーニャ語およびスペイン語。

## 歴史
歴史的には、古代においてバレアレス諸島は投石器を扱う優れた能力を有する傭兵の出身地として広く知られており、例えばガイウス・ユリウス・カエサルの『ガリア戦記』などにその名前を見ることができる。
ローマ帝国の支配を経た後はヴァンダル人、東ローマ帝国、アラブ人、アラゴン王国というように領有者は変遷した。アラゴン王国は、この地にあったマヨルカ王国を属国として支配していたが、1344年併合した。のちにはそのままスペインに吸収された。
近代以降、地中海の出口に位置する地政学理由から、イギリス、フランスなどが食指を動かし、スペインが参戦した戦争ではしばしばこの諸島をめぐって海戦となった。メノルカ島は、18世紀にはスペイン継承戦争でイギリスに占領、ユトレヒト条約でジブラルタルとともにイギリスに帰属することになった。しかし七年戦争の最中のミノルカ島の海戦にフランスが占領さらにこれをスペインが奪い返した。のちに1802年のアミアンの和約によってスペインに復帰した。

## おもな島
- マヨルカ島（大島）
- メノルカ島（小島）
- イビサ島
- フォルメンテラ島
- カブレーラ島 - カブレーラ群島国立公園の内

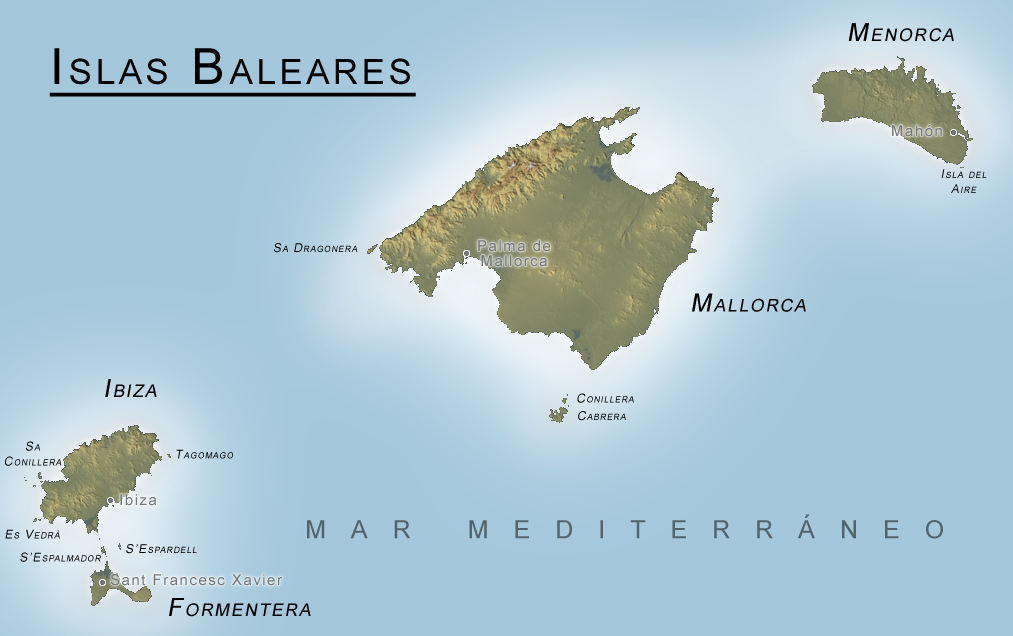
バレアレス諸島の地図

## 政治

### 州議会選挙
2011年5月22日に行われたバレアレス諸島自治州議会選挙の結果は、バレアレス諸島国民党（略称PPIB）が35議席、バレアレス諸島社会党（略称PSIB-PSOE）が19議席で、バレアルス社会党－民族主義協定（PSM-Entesa）が5議席で、バレアレス諸島国民党代表のホセ・ラモン・バウサーがバレアレス諸島自治州首相（President del Govern de les Illes Balears）に選出された。

### 歴代州首相
| 代 | 氏名                                                               | 期間                         | 政党      | 備考         |
| -- | ------------------------------------------------------------------ | ---------------------------- | --------- | ------------ |
|    | ジェローニ・アルベルティ・ピコルネイ（Jeroni Albertí Picornell）   | 1978年7月24日－1982年9月27日 | UCD       | 自治州創設前 |
|    | フランセスク・トゥツォー・ベンナセー（Francesc Tutzó Bennàsser）   | 1982年9月27日－1983年6月10日 | UCD       | 自治州創設前 |
| 1  | ガブリエル・カネージャス・フォンス（Gabriel Cañellas Fons）        | 1983年6月10日－1995年8月2日  | AP/PPIB   | 自治州       |
| 2  | クリストフォル・ソレー・クラデーラ（Cristòfol Soler Cladera）      | 1995年8月2日－1996年6月18日  | PPIB      | 自治州       |
| 3  | ジャウメ・マタス・パロウ（Jaume Matas Palou）                      | 1996年6月18日－1999年7月27日 | PPIB      | 自治州       |
| 4  | フランセスク・アンティック・オリヴェール（Francesc Antich Oliver） | 1999年7月27日－2003年6月27日 | PSIB-PSOE | 自治州       |
| 5  | ジャウメ・マタス・パロウ                                           | 2003年6月27日－2007年7月6日  | PPIB      | 自治州       |
| 6  | フランセスク・アンティック・オリヴェール                           | 2007年7月6日－2011年6月18日  | PSIB-PSOE | 自治州       |
| 7  | ホセ・ラモン・バウサー・ディアス（José Ramón Bauzà Díaz）          | 2011年6月18日－2015年6月30日 | PPIB      | 自治州       |
| 8  | フランシナ・アルマンゴル（Francesca Lluc Armengol Socías）         | 2015年6月30日－              | PSOE      | 自治州       |

## 文化

### 食文化

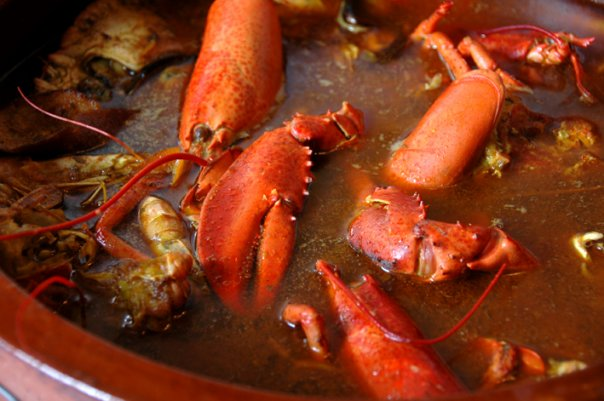
ロブスターの煮込み

バレアレス諸島の食文化はカタルーニャ料理、スペイン料理、地中海料理の一部として分類することができ、ペイストリー、チーズ、ワイン、豚肉、海産物などが多く使用される。バレアレス諸島名産の豚肉のソーセージとしてソブラサーダ（チョリソの一種）がある。メノルカ島の名物としてロブスターの煮込みがあり、フアン・カルロス1世をもバレアレス諸島に惹きつけた。マヨネーズはメノルカ島のマオーで考案されたとする説があり、またマオーではマオー・チーズを生産している。バレアレス諸島のパンにはエンサイマダ、フラオー、コカなどがある。

### 言語
バレアレス諸島自治州ではカタルーニャ語とカスティーリャ語の二言語が公用語であり、バレアレス諸島州自治憲章でカタルーニャ語は「私たちの言語」(llengua propia)とされているが、実際にはバレアレス諸島の全住民がカスティーリャ語を流暢に話す。2003年には全住民の74.6%がカタルーニャ語を話すことができると回答し、93.1%がカタルーニャ語を理解することができると回答した。その他の言語、例えば英語・ドイツ語・イタリア語も地元住民、特に観光産業に携わっている住民によって話されている。

### スポーツ
バレアレス諸島でもっとも成功をおさめたサッカークラブはマヨルカ島のパルマ・デ・マヨルカに本拠地を置くRCDマヨルカである。RCDマヨルカは1916年に創設されたバレアレス諸島最古のサッカークラブであり、1999年にUEFAカップウィナーズカップで準優勝し、2003年にコパ・デル・レイで優勝した。テニス選手のラファエル・ナダルはマヨルカ島のマナコル出身である。2004年から2006年まで、同自治州政府観光局が自転車のロードレースチームのスポンサーを務めた。